# 九降風
九降風是一種臺灣新竹一帶的氣候現象，特指東北季風期間，約在每年陰曆九月下旬，節氣值霜降之時，由北方吹來的季風特別強烈之現象。
九降風現象多為風向和地形所致。新竹東南方為雪山山脈，南邊為香山丘陵，北邊為湖口台地，而新竹的沖積平原呈現喇叭狀開口，不論是東北或西南季風進入此一隘口，風勢會因為受到約束而增強。且新竹隔台灣海峽與對岸最窄之處僅有150公里，在最窄處季風通過時風速則會明顯加速。
「九降風」一詞最早出現於清康熙三十三年的《臺灣府志》卷七〈風土志〉，文中稱「九月則北風初烈，或至連月，俗稱為九降風」，「九降」之名與九月起風有關，名稱出現迄今已三百餘年，風速度每秒可達二十公尺。 每年發生在入冬東北季風漸強之時，其刮風的時間在臺灣北部或可數十天。

## 利用
受到北側山地和台地之地形抬升作用，東北季風到了新竹地區則成為乾燥的下坡風。居民們會利用九降風來製作需要風乾的食物，例如著名地方特產的新竹米粉、仙草、柿餅即是。

## 地方志裡的記載
- 《諸羅縣志》：「九月則北風初烈，或至連月，俗稱九降風。」[4]
- 《淡水廳志》：「重陽前後三四日忌九廟風，又名九降風。凡颶風多挾雨，九降恒不雨。每望浪色如銀播空疊起。名曰起白馬不可行。」[2]
- 《淡水廳志》：「八九月後，雨少風多，其威愈烈，掃葉捲籜，塵沙蔽天，常經旬不止。惟新莊、艋舺四山環繞稍減。」[2]